# Festival de Bayreuth

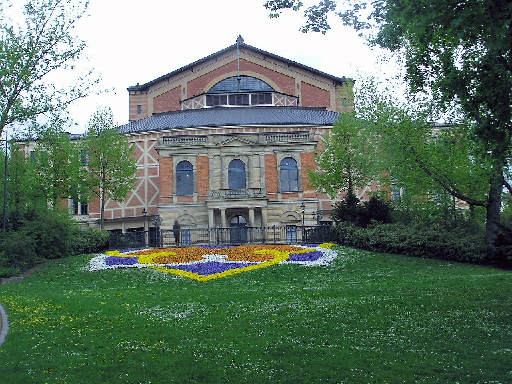
Bayreuth Festspielhaus, onde ocorre o Festival.

O Festival de Bayreuth (em alemão Bayreuther Festspiele) é um festival anual que acontece em Bayreuth, Alemanha, com performances de óperas e Dramas musicais do compositor Richard Wagner. O próprio Wagner concebeu o festival como forma de exibir e divulgar suas obras, sobretudo as óperas Der Ring des Nibelungen e Parsifal.
Atualmente, as apresentações ocorrem em um teatro construído exclusivamente para o evento, denominado Bayreuth Festspielhaus, cujo projeto arquitetônico foi supervisionado pelo próprio Wagner de modo que os aspectos deste edifício fossem adequados para a exibição de suas óperas.
O festival tornou-se uma meta de peregrinação de entusiastas wagnerianos, que às vezes devem esperar por anos para conseguir obter um bilhete, visto sua grande procura.

## Origens
As origens do Festival remontam ao interesse de Richard Wagner em obter sua independência financeira. Em 1865, Wagner se desentendeu com seu protetor, Luís II da Baviera, obrigando-o a abandonar a cidade de Munique, cidade na qual originalmente pretendia promover o festival. Inicialmente pretendia realizar festival na cidade de Nurembergue, onde julgou adequado para a apresentação da ópera Mestres Cantores. No entanto, escolheu Bayreuth, após o conselho de Hans Richter, destacando três vantagens desta cidade para os planos de Wagner: 
Em primeiro lugar, na cidade havia a Marhgräfliches Opernhaus, uma casa de ópera com sua ampla capacidade e uma ótima acústica. Em segundo lugar, a cidade de Bayreuth se encontrava fora das regiões onde Wagner não desfrutava do direito de interpretar as obras que havia vendido em 1864 por problemas financeiros. E por último, a cidade não tinha nenhuma outra atividade cultural que pudesse competir com o talento artístico de Wagner. Uma vez lançado, o Festival seria a única característica cultural de Bayreuth.
No entanto, ao visitarem Bayreuth em abril de 1870, Wagner e sua esposa Cosima, consideraram a Marhgräfliches Opernhaus inadequada, pois fora construída com a finalidade de receber as orquestras barrocas do século XVIII, não podendo acomodar as montagens completas e as grandes orquestras exigidas pelas óperas (e dramas musicais) de Wagner. Os Burgermeisters (governantes da cidade) se mostraram dispostos a construir um teatro totalmente novo, com planos para conclusão em 1873. Após um reunião infrutífera na primavera de 1871 com o chanceler alemão Otto von Bismarck para obter fundos, Wagner iniciou uma turnê na Alemanha, passando por Leipzig e Frankfurt.
Em um primeiro momento, o público mostrou-se muito decepcionado com as apresentações, incitando Wagner a seguir o conselho de seu amigo e admirador Emil Heckel para  promover a formação de inúmeras sociedades para que o festival se tornasse possível. Foram formadas sociedades em diversas cidades, tais como Leipzig, Berlim e Viena.
Apesar das vantagens trazidas por estas sociedades, baseadas no novo Reich alemão, as sociedades e outras fontes financiadoras não alcançaram fundos necessários para a realização do festival até o final de 1872. Em agosto de 1873, Wagner tentou novamente o auxílio de Bismarck, sem sucesso.
Desesperadamente, Wagner escreveu ao seu antigo patrono, Luís II, que finalmente concordou em dar apoio financeiro. Em janeiro de 1874 começou a construção do teatro projetado por Gottfried Semper. A inauguração, prevista para 1875, teve que ser adiada por mais um ano devido a atrasos na construção.

## A História dos primeiros festivais
A inauguração do local ocorreu no dia 13 de agosto de 1876 com a performance de Das Rheingold, cujos espectadores proeminentes foram Kaiser Wilhem, Dom Pedro II do Brasil, Luís II, o filósofo Friedrich Nietzsche e alguns compositores, como Anton Bruckner, Edvard Grieg, Pyotr Tchaikovsky e Franz Liszt.
Artisticamente, o Festival foi um sucesso, mas financeiramente foi um desastre, pois o festival não trazia lucro mesmo anos após sua inauguração. Para diminuir do déficit, Wagner celebrou o festival em um segundo ano consecutivo e viajou para Londres, onde dirigiu uma série de concertos. Apesar dos problemas financeiros dos primeiros anos, o Festival conseguiu se manter, graças a subsídios estatais e a doações influentes, como as de Luís II.
O festival sempre atraiu os mais renomados solistas e diretores, que muitas vezes ofereceram seus serviços gratuitamente. Dentre estes, Hans Richter, que conduziu o primeiro Ciclo do Anel em 1876; Hermann Levi, eleito por Wagner para dirigir Parsifal em 1882, se tornando o principal diretor do festival durante vinte anos; Mottle Felix, que participou em Bayreuth entre 1876 e 1901 e conduziu Tristan und Isolde, em 1886.
Até à década de 1920 as representações do Festival eram executadas rigorosamente de acordo com a tradição estabelecida por Luís II, não podendo ser removida uma nota das óperas wagnerianas.

## Festival e a Alemanha Nazista
Na década de 1920, Winifred Wagner, que dirigiu o festival depois da morte de seu marido, Siegfried Wagner em 1930, converteu-se à ideologia nazista de modo a tornar-se uma fanática e amiga de Adolf Hitler, garantindo a independência artística do festival durante o Terceiro Reich. Ironicamente, Hitler assistiu a representações que incluíam canções judias e estrangeiras, muito depois de que foi proibido que fosse feitas em teatros alemães. A influência de Winifred fez com que Hitler escrevesse para o diretor antifascista Arturo Toscanini, pedindo para ele dirigir o festival, ao qual Arturo se negou. De 1933 a 1942, os diretores do festival foram Karl Elmendorff e Hermann Abendroth.

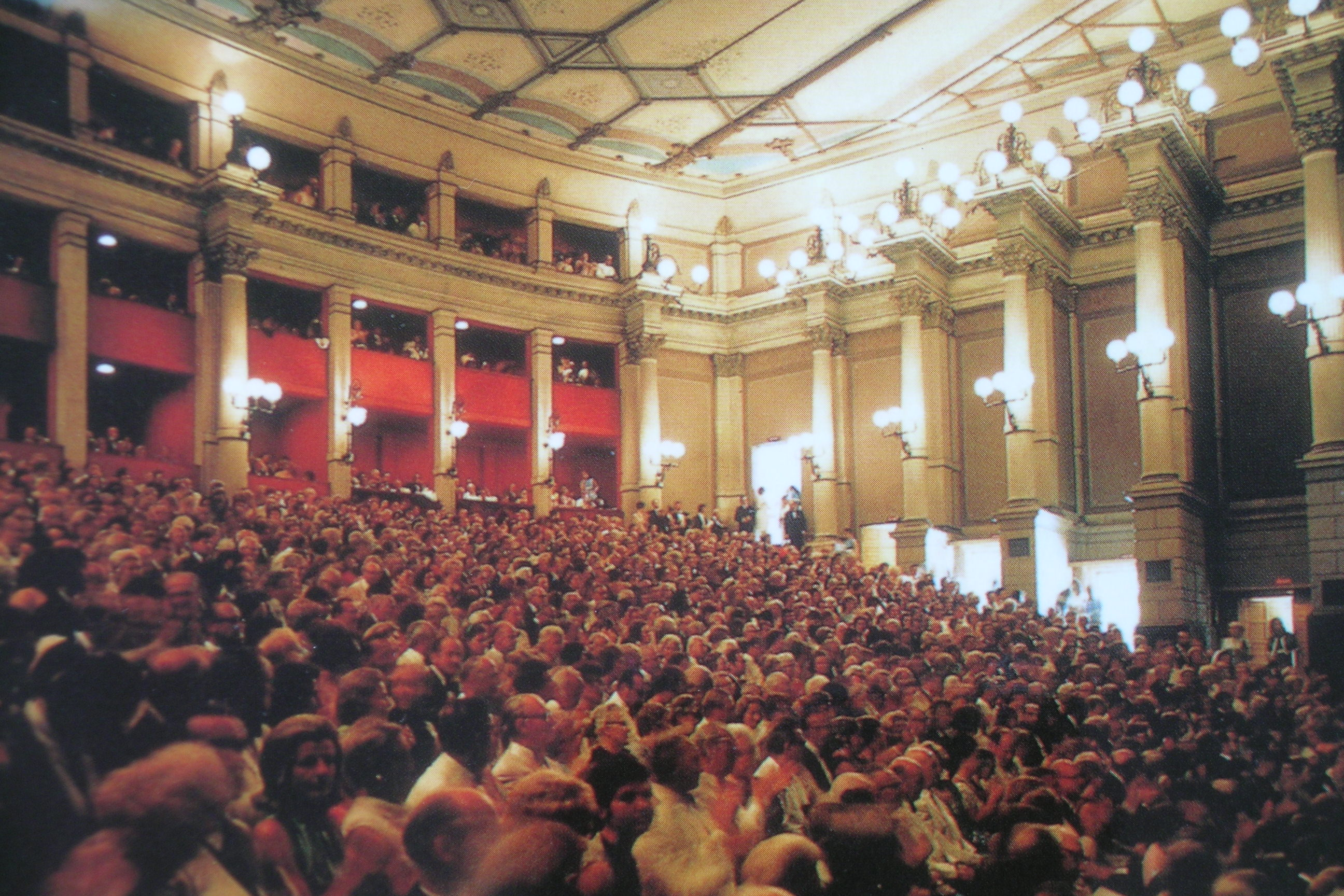
Bayreuth Festspielhaus.

Durante o Terceiro Reich, o festival rompeu com a tradição pela primeira vez, abandonando as deterioradas composições do século XIX idealizadas por Wagner. Houve muitos protestos de prestigiados diretores como Toscanini, Richard Strauss e os familiares deste, pois, para muitos, as mudanças iam contra a herança deixada por Wagner. Hitler aprovou as mudanças, preparando o caminho para inovações, que ocorreriam nas próximas décadas.
Durante a guerra, o controle do festival pertencia ao Partido Nazista.

## O Novo festival
Os bombardeios dos aliados no final da guerra destruiram dois terços de Bayreuth, embora o teatro tenha permanecido intacto. Ao terminar a guerra, Winifred Wagner deixou a direção do festival, acusada de colaboração com o Partido e Regime Nazistas. As representações recomeçaram em 1951, depois de um período que ele serviu de teatro para os solados estadunidenses.
Sob a direção de Wieland Wagner, o "Novo Festival" deu início a uma nova era, revolucionária em muitos aspectos. Pela primeira vez em sua história, o público vaiou duas vezes no final do espetáculo. Wieland foi particularmente criticado pela produção de Die Meistersinger em 1956. Wieland defendeu as mudanças como uma tentativa de criar um "cenário invisível" que permitiria o público experimentar todos os aspectos psicossociais do drama sem as distrações do teatro decorado.
O novo festival de Bayreuth contou com um alto nível de cantores e diretores, como os diretores Hans Knappertsbusch, Wolfgang Sawallisch, André Cluytens, Clemens Krauss, Herbert von Karajan e cantores como Wolfgang Windgassen, Jon Vickers, Astrid Varnay, Birgit Nilsson, Martha Modl, Has Hotter, Gustav Neidlinger, Hermann Uhde, George London, Josef Greindl, Régine Crespin e Grace Bumbry.
Em 1973, o festival passou por esmagadoras críticas e litígios familiares, fazendo com que o festival e seus atrativos fossem transferidos para a recém criada Fundação Richard Wagner, cujo conselho de direção incluía membros da família de Wagner e outros nomeados pelo Estado. A presidência da administração se manteve com Wolfgang Wagner, cuja aptidão para o cargo nunca foi questionada.

## Século XXI
Wolfgang Wagner, neto de Richard Wagner, abandonou o cargo em Agosto de 2008, após de 57 anos à frente do Festival. As sucessoras são suas filhas e suas meias-irmãs.
Apesar das brigas internas pelo controle, o festival continua a atrair milhares de visitantes todos os verões. A procura (cerca de 500 mil pedidos) é muito superior à oferta (60 mil entradas), de modo que o tempo de espera para se conseguir uma entrada para o festival dura de 5 a 10 anos, exceto para doadores, patronos e entusiastas.
Entre as grandes produções no Festival de Bayreuth no século XXI, destacam-se:
- Die Meistersinger von Nürnberg: dirigido por Christian Thielemann, em uma produção de Wolfgang Wagner, com Robert Hall, Robert-Dea Smith e Emily Magee.
- Lohengrin: dirigido por Andrew Davis, em uma produção de Keith Warner, com Peter Seiffert, Petra-Maria Schnitzer, John Wegner e Judit Nemeth.
- Tannhäuser: dirigido por Christian Thielemann, com produção de Philippe Arlaud com Stephend Gould, Ricarda Merbeth e Roman Trekel.
- Tristan und Isolde: dirigido por Peter Schneider, com uma produção de Christoph Marthaler, com Robert-Dean Smith, Nina Stemm e Kwangchul Youn.
- Der Ring des Nibelungen: dirigido por Christian Thielemann, com uma produção de Tankred Dorst, com Albert Dohmen, Andrew Shore, Gerhard Siegel, Adrianne Pieczonka, Stephen Gould, Linda Watson e Han-Peter König.